# Basiliximab
O basiliximab (português europeu) ou basiliximabe (português brasileiro) (nome comercial Simulect) é um anticorpo monoclonal do tipo quimérico(humano-murino) que se liga à cadeia α (CD25) do receptor deIL-2 das células T.

## Indicações
É usado principalmente para a prevenção de rejeição de órgãos em transplantes, especialmente no transplante de rim e na profilaxia da doença do enxerto contra o hospedeiro(GvHD) no transplante alogênico de células-tronco hematopoiéticas.É comercializado pela Novartis Pharmaceuticals; sendo aprovado pela FDA desde 1998.
De forma similiar ao daclizumab, o basiliximab reduz a severidade e a incidência de rejeiçãono translante de rim sem incrementar a chance de infecções oportunistas.

## Mecanismo de ação
O basiliximab, do isotipo IgG1, age no antígeno CD25, presente na superfície de linfócitos  T, envolvidos na rejeição a transplantes. O CD25 é um receptor que estimula a síntese de IL-2 e a proliferação dos linfócitos T. Em condições normais, o próprio IL2 se ligaria à subunidade p55 do receptor CD25, em um feedback positivo que estimula a proliferação.O basiliximab bloqueia a atividade da IL-2, comportando-se como um antagonista da mesma, reduzindo a velocidade e a capacidade de duplicação dos linfócitos.  Ciò determina clinicamente una riduzione del rischio di rigetto.

### Basiliximab
- Gregory T. Everson; James F. Trotter (2009). Liver transplantation: challenging controversies and topics (em inglês). [S.l.]: Springer. p. 24–. ISBN 978-1-58829-793-8
- Manzoor M. Khan (24 de outubro de 2008). Immunopharmacology (em inglês). [S.l.]: Springer. p. 113–. ISBN 978-0-387-77975-1
- Derek S. Wheeler; Hector R. Wong; Thomas P. Shanley (1 de outubro de 2010). Pediatric Critical Care Medicine: Basic Science and Clinical Evidence (em inglês). [S.l.]: Springer. p. 1399–. ISBN 978-1-84628-463-2
- Stefan Dübel (26 de março de 2007). Handbook of therapeutic antibodies: Approved therapeutics (em inglês). [S.l.]: Wiley-VCH. p. 1133–. ISBN 978-3-527-31453-9